# Haplocoelum congolanum
Haplocoelum congolanum är en kinesträdsväxtart som beskrevs av Lucien Leon Hauman. Haplocoelum congolanum ingår i släktet Haplocoelum och familjen kinesträdsväxter. Inga underarter finns listade i Catalogue of Life.